# Ambrose Bierce
Ambrose Bierce (Ohio, 24. lipnja 1842. – nestao, 1914.) američki književnik.
Autor "Đavoljeg rječnika" (The Enlarged Devil's Dictionary)